# Sławomira Zarod
Sławomira Zarod z d. Adamkiewicz ps. Ada (ur. 10 kwietnia 1925, zm. 23 listopada 2016) – polska działaczka podziemia niepodległościowego w czasie II wojny światowej, żołnierz Armii Krajowej, uczestniczka powstania warszawskiego, działaczka kombatancka.

## Życiorys
Była córką przedwojennego radnego Warszawy, Mariana Adamkiewicza. Jeszcze przed II wojną światową wstąpiła do harcerstwa. Po wybuchu wojny została członkinią najpierw Związku Walki Zbrojnej, a następnie Armii Krajowej, gdzie była łączniczką oraz przeszła szkolenie na sanitariuszkę. W chwili wybuchu powstania była członkinią Pułku AK "Baszta". Walczyła na warszawskim Mokotowie w szeregach batalionu "Olza" kompanii O-2 pod dowództwem Kazimierza Grzybowskiego "Misiewicza". Po upadku powstania wyszła z miasta wraz z ludnością cywilną. Do stolicy powróciła w lutym 1945 roku.
Była aktywną działaczka środowisk kombatanckich, w szczególności stowarzyszenia Środowisko Żołnierzy Pułku Armii Krajowej Baszta i Innych Mokotowskich Oddziałów Powstańczych, gdzie pełniła funkcję m.in. główniej księgowej, skarbnika (od 2007) oraz członka zarządu. Za swe zasługi została odznaczona m.in. Krzyżem Kawalerskim Orderu Odrodzenia Polski oraz Warszawskim Krzyżem Powstańczym.